# Републикански път II-48
Републикански път II-48 е второкласен път, част от републиканската пътна мрежа на България, преминаващ по територията на области Търговище и Сливен. Дължината му е 62,7 km.
Пътят се отклонява надясно при 208,6 km на Републикански път I-4 северно от град Омуртаг. След като заобикаля града от изток и юг пътят се насочва на юг през Лиса планина и след 13,4 km навлиза в Сливенска област. След това се спуска в долината на река Голяма Камчия при село Тича, след което следва изкачване на Котленска планина. Чрез Котленския проход (659 м н.в.) пътят преодолява планината и след 4,5 km слиза в град Котел. След това продължава на югоизток по долината на Котленска река и по нея се спуска до река Луда Камчия при село Градец. След селото пътят се изкачва по северния склон на Стидовска планина и при най-високата точка на Мокренския проход (450 м н.в.) се свързва с Републикански път I-7 при неговия 221,2 km.
От Републикански път II-48 само надясно се отклоняват три третокласни пътя от Републиканската пътна мрежа, от които 2 с трицифрени номера и един с четирицифрен номер:
- при 35,3 km, на най-високата точка на Котленския проход — Републикански път III-484 (28,0 km) до 72,2 km на Републикански път II-53, северно от село Стара река;
- при 53,1 km, в северната част на село Градец — Републикански път III-488 (38,1 km) през село Ичера до град Сливен;
- при 4,2 km, южно от град Омуртаг — Републикански път III-4802 (10,1 km) през селата Великденче и Илийно до 2,7 km на Републикански път III-408, северно от последното.

| Пътища, отклоняващи се надясно (населено място, № на пътя, посока на пътя) | км   | Пътища, отклоняващи се наляво (посока на пътя, № на пътя, населено място) |
| -------------------------------------------------------------------------- | ---- | ------------------------------------------------------------------------- |
| Община Омуртаг, Област Търговище, I-4, 208,6 km →                          | 0,0  | → 208,6 km, I-4, Област Търговище, Община Омуртаг                         |
|                                                                            | 2,1  | ← 22,5 km, III-704 (от с. Менгишево)                                      |
| (до 2,7 km на III-408) III-4802, 0,0 km ←                                  | 4,2  |                                                                           |
|                                                                            | 6,2  | → общински път (за с. Паничино)                                           |
| (за с. Станец) общински път ←                                              | 7,7  |                                                                           |
|                                                                            | 8,7  | → общински път (за с. Веренци)                                            |
|                                                                            | 11,7 | → общински път (за с. Зелена морава)                                      |
| (за с. Остра могила) общински път ←                                        | 13   |                                                                           |
|                                                                            | 14,7 | → общински път (за с. Пъдарино)                                           |
| Община Котел, Област Сливен                                                | 17,6 | Област Сливен, Община Котел                                               |
| (за с. Братан) общински път, с. Тича ←                                     | 17,6 | с. Тича                                                                   |
| с. Тича                                                                    | 25,3 | ← с. Тича, 21,2 km, III-706 (от 171,8 km на I-7)                          |
| (до 72,2 km на II-53) III-484, 0,0 km ←                                    | 35,3 |                                                                           |
| гр. Котел                                                                  | 39,9 | гр. Котел                                                                 |
|                                                                            | 46,3 | → общински път (за с. Медвен)                                             |
| (за с. Жеравна) общински път ←                                             | 48,7 |                                                                           |
| (за с. Катунище) общински път ←                                            | 51,7 |                                                                           |
| с. Градец                                                                  | 52,7 | ← с. Градец, 17,6 km, III-7006 (от 205,5 km на I-7)                       |
| (до гр. Сливен) III-488, 0,0 km, с. Градец ←                               | 53,1 | с. Градец                                                                 |
| (до ГКПП Лесово - Хамзабейли) I-7, 221,2 km ←                              | 62,7 | ← 221,2 km, I-7 (от ГКПП Силистра - Кълъраш)                              |